# Grup dels alabastres de Pèdicos

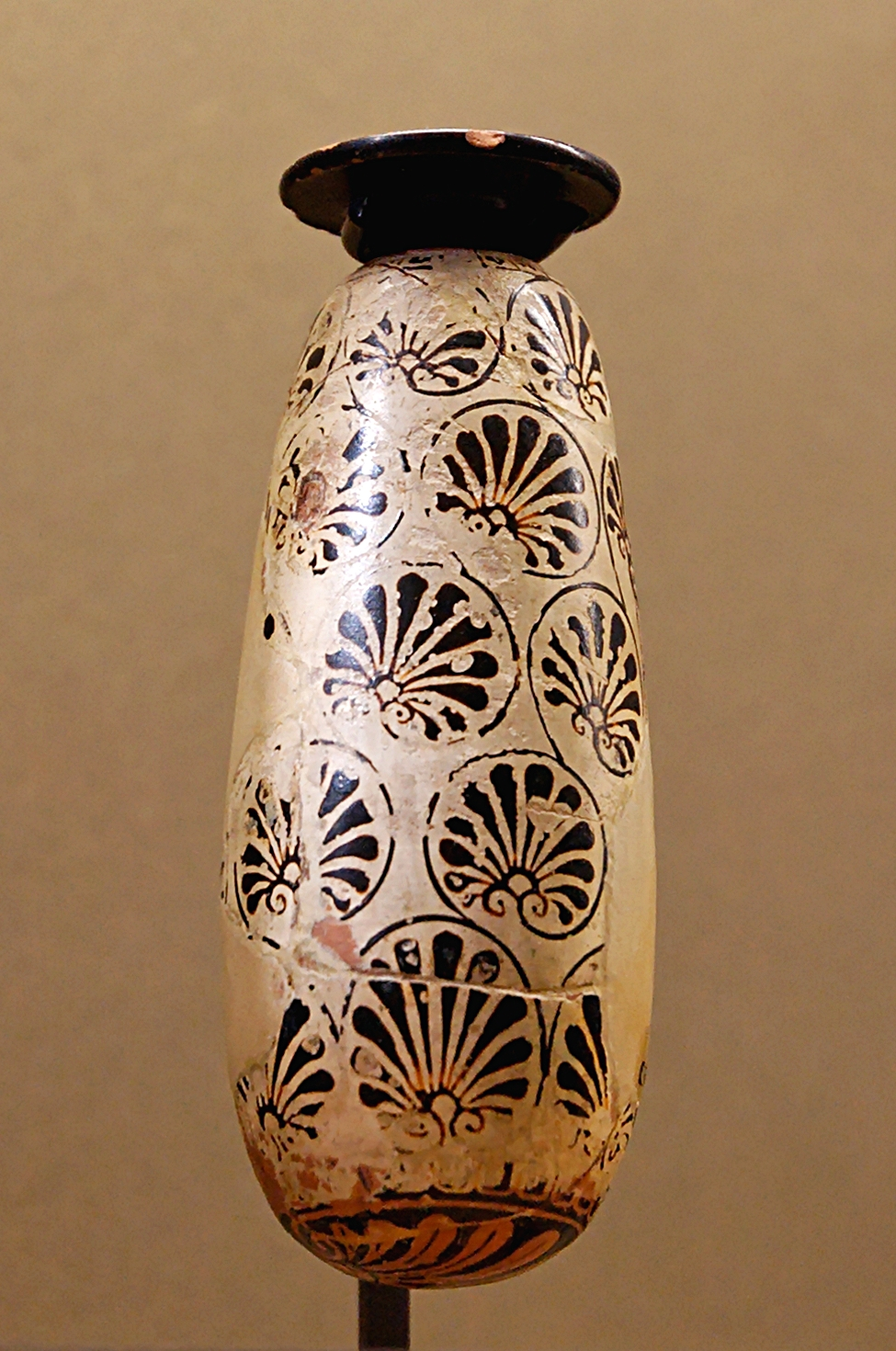
Alabastre de Pèdicos, signat per Pasiades, a París, Louvre, CA 1920

Es denomina grup dels alabastres de Pèdicos un grup àtic d'alabastres de finals del segle vi abans de la nostra era, i els seus pintors.
Els números 1 a 6 són alabastres de fons blanc, els números 7 a 27 són de fons roig. Els números 1 i 2 estan signats per Pasiades com a terrissaire i pintats per un pintor proper al Pintor d'Evèrgides, el Pintor de Pasiades. Els números 3 a 6 estan decorats de manera floral amb palmetes i són d'un sol pintor, dels quals el núm. 3 està signat per Pasiades. Dels exemples amb figures roges, l'exemple de París (Louvre CA 487) està signat per Pèdicos com a terrissaire, i després el nom del grup. John Beazley va dubtar sobre si Pèdicos (traduït com a 'infantil, juvenil') no era un sobrenom de Pasiades.
1. Londres, Museu Britànic B 667, signat per Pasiades com a terrissaire.[2]
2. Atenes, Museu Nacional 15002, signat per Pasiades com a terrissaire.
3. París, Louvre CA 1920
4. Atenes, Museu Nacional 2297
5. Nova York, Museu Metropolità d'Art 21.89
6. Nova York, Museu Metropolità d'Art 06.1021.92, núm. 7-29, alabastre de figures roges.